# Platycarpum acreanum
Platycarpum acreanum är en måreväxtart som beskrevs av G.K.Rogers. Platycarpum acreanum ingår i släktet Platycarpum och familjen måreväxter. Inga underarter finns listade i Catalogue of Life.